# Damiano Damiani
Damiano Damiani (Pasiano di Pordenone, 23 de julho de 1922 - Roma, 7 de março de 2013) foi um cineasta italiano.

## Biografia
Começou por fazer documentários nos finais dos anos 40 , dirigindo o seu primeiro filme em 1960. Entre outros, dirigiu Franco Nero e Claudia Cardinale, no filme Il giorno della civetta (baseado no romance homónimo de Leonardo Sciascia), pelo qual ela recebeu o prémio David di Donatello para a melhor atriz. Entre os seus filmes destacam-se Confessione di un commissario di polizia al procuratore della repubblica (1971), L'istruttoria è chiusa: dimentichi (1972), Perché si uccide un magistrato (1974), Io ho paura (1977), L'avvertimento (1980), Amityville Possession (1982), Pizza Connection (1985), L'inchiesta (1987), Il sole buio (1989), L'angelo con la pistola (1992).
Entre alguns trabalhos que fez para a televisão, destacam-se alguns episódios que dirigiu da série La Piovra (1984).
O seu filme L'isola di Arturo (1962) foi premiado no Festival Internacional de Cinema de San Sebastián.
Como ator participou em Il delitto Matteotti, de Florestano Vancini (1973) e no filme por si dirigido, Perché si uccide un magistrato, sem créditos.

## Filmografia
- La banda d'Affori - documentário (1947)
- Le giostre - documentário (1954)
- Il rossetto (1960)
- Il sicario (1961)
- L'isola di Arturo (1962)
- La rimpatriata (1963)
- La noia (1963)
- La strega in amore (1966)
- Quien sabe? (1966)
- Una ragazza piuttosto complicata (1968)
- Il giorno della civetta (1968)
- La moglie più bella (1970)
- Confessione di un commissario di polizia al procuratore della repubblica (1971)
- L'istruttoria è chiusa: dimentichi (1971)
- Girolimoni, il mostro di Roma (1972)
- Il sorriso del grande tentatore (1974)
- Un genio, due compari, un pollo (1975)
- Perché si uccide un magistrato (1976)
- Io ho paura (1977)
- Goodbye & Amen (1980)
- Un uomo in ginocchio (1980)
- L'avvertimento (1981)
- Parole e sangue - film TV (1982)
- Amityville Possession (1982)
- La piovra - TV (1984)
- Pizza Connection (1985)
- La gran incognita (1986)
- L'inchiesta (1986)
- Imago urbis - documentário (1987)
- Il treno di Lenin - roteiro para TV (1988)
- Gioco al massacro (1989)
- Il sole buio (1990)
- Uomo di rispetto - tele-filme (1992)
- L'angelo con la pistola (1992)
- Una bambina di troppo - tele-filme (1994)
- Ama il tuo nemico - tele-filme (1999)
- Alex l'ariete (2000)
- Ama il tuo nemico 2 - tele-filme (2001)
- Assassini dei giorni di festa (2002)